# Tren Urbano de Santa Cruz
El Tren Urbano de Santa Cruz es un sistema de transporte ferroviario interurbano que prestará servicios en el Departamento de Santa Cruz.
La extensión total del sistema está estimada en 56 km y contara con 5 estaciones: Montero, Warnes y zonas como Ciudad Satélite, el Parque Industrial y la Terminal Bimodal. El proyecto costara alrededor de 750 millones de dólares.